# Cristian Nechifor
Cristian Nechifor (n. 13 iunie 1960) este un fost deputat român în legislatura 2000-2004, ales în județul Iași pe listele partidului PSD. În cadrul activității sale parlamentare, Cristian Nechifor a fost membru în grupurile parlamentare de prietenie cu Republica Federală Germania și Republica Azerbaidjan. 

## Legături externe
- Cristian Nechifor Arhivat în 20 mai 2024, la Wayback Machine. la cdep.ro